# Dvorjane
Dvorjane so naselje v Občini Duplek. Naselje se je do leta 1955 imenovalo Sv. Martin pri Vurberku ter vključuje tudi zaselka Johe in Gerint, katerega ime spominja na nekdanje grajsko sodišče.